# Tom Schaar
Pour les articles homonymes, voir Schaar.
Tom Schaar est un skateur américain né le 14 septembre 1999 à Malibu, en Californie. Il a remporté la médaille d'argent de l'épreuve de park masculin aux Jeux olympiques d'été de 2024, organisés à Paris.